# Shenandoah-kampagnen
 Ikke at forveksle med Jacksons Shenandoah-kampagne.
Shenandoah-felttoget var en række operationer og slag i den amerikanske borgerkrig, som foregik i Shenandoah-dalen fra maj til oktober 1864. Militærhistorikere deler denne periode i tre adskilte kampagner, men det giver mening at se dem i sammenhæng.

## Baggrund
I begyndelsen af 1864 blev Ulysses S. Grant forfremmet til generalløjtnant og fik kommandoen over alle Unionens hære. Han valgte at opslå sit hovedkvarter sammen med Army of the Potomac, selv om generalmajor George G. Meade fortsatte som denne hærs kommandør. Grant overlod kommandoen over de vestlige hære til generalmajor William Tecumseh Sherman. Grant forstod begrebet total krig og troede sammen med Sherman og præsident Abraham Lincoln på, at krigen kun kunne bringes til en afslutning, ved at den konfødererede hær og dens økonomiske basis i Sydstaterne blev totalt besejret. Derfor ville det blive nødvendigt at anvende den brændte jords taktik i visse betydningsfulde områder. Grant opstillede en samlet strategi, som betød, at Konføderationen skulle angribes på en lang række punkter på samme tid: Grant, Meade og generalmajor Benjamin F. Butler skulle angribe Robert E. Lees Army of Northern Virginia i nærheden af Richmond. Generalmajor Franz Sigel skulle invadere Shenandoah Dalen og ødelægge Lees forsyningslinier. Sherman skulle invadere Georgia og erobre Atlanta. Endelig skulle generalmajor Nathaniel P. Banks erobre Mobile i Alabama.

## De tre kampagner i Shenandoah i 1864

### Lynchburg kampagnen (Maj – juni 1864)
Den første kampagne begyndte med den af Grant planlagte invasion af Sigel. Sigel havde kommanden over militærområdet West Virginia, og hans ordrer fra Grant gik ud på at rykke "op af dalen", dvs. mod sydvest til de højereliggende områder, med 10.000 mand for at ødelægge jernbaneknudepunktet ved Lynchburg i Virginia.
Slaget ved New Market (15. maj)
Sigel blev opfanget af 4.000 kavalerister og kadetter fra Virginia Military Institute under kommando af den konfødererede generalmajor John C. Breckenridge og besejret. Han trak sig tilbage til Strasburg og blev udskiftet med generalmajor David Hunter, som senere afbrændte VMI som gengældelse for kadetternes handlinger.
Slaget ved Piedmont (5.–6. juni)
Hunter genoptog Unionens offensiv og besejrede William E. Jones, som blev dræbt i slaget. Hunter besatte Staunton.
Slaget ved Lynchburg (17.–18. juni)
Hunters plan om at ødelægge jernbaner, kanaler og hospitaler i Lynchburg blev forpurret, da de første enheder under Jubal A. Early ankom. Hunter, som havde småt med forsyninger, trak sig tilbage gennem West Virginia.

### Earlys raid og operationer mod B&O Railroad (juni – august 1864)
Robert E. Lee var bekymret over Hunters fremgang i Shenandoah dalen, som truede afgørende jernbanelinjer og forsyninger til Konføderationens styrker i Virginia. Han sendte Jubal A. Early's korps af sted for at fjerne Unionens styrker fra Shenandoah dalen og, om muligt, true Washington, D.C. i håbet om, at det ville få Grant til at sende nogle af sine styrker væk fra fronten mod Lee ved Petersburg.
Early levede i skyggen af Stonewall Jackson. I 1862 havde han kæmpet mod overlegne styrker i Jacksons Shenandoah kampagne, som siden var blevet en af del af myten omkring ham. Early fik en god start. Han rykkede ned igennem dalen uden at møde modstand, forbigik Harpers Ferry, krydsede Potomacfloden og rykkede ind i Maryland. Grant afsendte et korps under Horatio G. Wright og andre tropper under George Crook for at forstærke Washington og forfølge Early.
Slaget ved Monocacy (9. juli)
Early besejrede en mindre styrke under Lew Wallace nær Frederick i Maryland, men dette slag forsinkede hans fremrykning tilstrækkeligt til, at forsvaret ved Washington kunne blive forstærket.
Slaget ved Fort Stevens (11.–12. juli)
Early angreb uden resultat et fort på den nordvestlige forsvarsring rundt om Washington og trak sig tilbage til Virginia.
Heaton's Crossroads (16. juli)
Unionskavaleri angreb Earlys forsyningskolonner, da de konfødererede trak sig tilbage over Loudoun Valley mod Blue Ridge Mountains. Adskillige små kavaleritræfninger i løbet af dagen, da unionstropperne fortsatte med at genere Earlys kolonne.
Slaget ved Cool Spring (17.–18. juli)
Early angreb og slog forfølgende unionsstyrker under Wright tilbage.
Slaget ved Rutherford's Farm (20. juli)
En unionsdivision angreb en konfødereret division under Stephen Dodson Ramseur og slog den på flugt. Early trak sin hær sydpå til Fisher's Hill, nær Winchester.
Andet slag ved Kernstown (24. juli)
Wright trak sig tilbage i den tro, at Early ikke længere var en trussel. Early angreb ham for at forhindre eller forsinke hans tilbagevenden til Grants hær, som belejrede Petersburg. Unionens tropper blev slået på flugt og strømmede gennem gaderne i Winchester. Early forfulgte og afbrændte Chambersburg i Pennsylvania på vejen som gengældelse for Hunters tidligere ødelæggelser i Shenandoah dalen.
Slaget ved Folck's Mill (1. august)
Også kendt som Slaget ved Cumberland. Et uafgjort lille kavalerislag i Maryland.
Slaget ved Moorefield (7. august)
Også kendt som Slaget ved Oldfields. Konfødereret kavaleri, som kom tilbage fra afbændingen af Chambersburg, faldt i et baghold af unionskavaleri og blev besejret.

### Sheridans Shenandoah Valley kampagne (august – oktober 1864)
Grant mistede til sidst tilmodigheden med Early, især på grund af hans afbrænding af Chambersburg og var klar over, at Washington ville forblive sårbar, så længe Early var på fri fod. Han fandt en ny kommandør, som var tilstrækkelig aggressiv til at slå Early: Philip Sheridan, kavalerikommandøren i Army of the Potomac, som fik kommandoen over alle styrker i området og kaldte dem Army of the Shenandoah. Sheridan begyndte langsomt, især på grund af, at det kommende præsidentvalg krævede en forsigtig tilgang uden katastrofer, som kunne lede til, at Lincoln blev besejret.
Slaget ved Guard Hill (16. august)
Også kendt som slaget ved Front Royal eller Cedarville. Konfødererede styrker under Richard H. Anderson blev sendt fra Petersburg for at forstærke Early. Brigadegeneral Wesley Merritts unionskavaleridivision overraskede de konfødereredes kolonner, mens de krydsede Shenandoah River, og tog omkring 300 til fange. De konfødererede fik samling på tropperne, rykkede frem og pressede gradvist Merritts mænd til Cedarville. Slaget var uafgjort.
Slaget ved Summit Point (21. august)
Også kendt som Flowing springs eller Cameron's Depot. Early og Anderson ramte Sheridan nær Charles Town, West Virginia. Sheridan gennemførte en kæmpende tilbagetrækning.
Slaget ved Smithfield Crossing (25.–29. august)
To konfødererede divisioner krydsede Opequon Creek og tvang en kavaleridivision fra Unionen tilbage til Charles Town.
Slaget ved Berryville (3.–4. september)
En mindre træfning, hvor Early forsøgte at stoppe Sheridans march op gennem dalen. Early trak sig tilbage til Opequon Creek, da han indså, at han var i en dårlig position til at angribe Sheridans fulde styrke.
Slaget ved Opequon (19. september)
Også kendt som "Tredje slag ved Winchester". Mens Early havde sine styrker spredt i et raid mod Baltimore and Ohio Railroad, slog Sheridan til nær Winchester. Early havde voldsomme tab og trak sig tilbage fra det største slag i alle de tre kampagner og indtog en defensiv stilling på Fisher's Hill.
Slaget ved Fisher's Hill (21.–22. september)
Sheridan ramte Early med et angreb i flanken tidligt om morgenen og slog de konfødererede på flugt med moderate tab. Early trak sig tilbage til Waynesboro i Virginia.
Med Early svækket og under pres lå dalen åben for Unionen, og på grund af Shermans erobring af Atlanta syntes Lincolns genvalg nu sikret. Sheridan trak sig langsomt tilbage gennem dalen og gennemførte en brændt-jord kampagne, som var et forvarsel om Shermans march til havet i november samme år. Målet var at forhindre de konfødererede i at forsyne deres hære i Virginia, og Sheridans hær gjorde det hensynsløst: afbrændte afgrøder, lader, møller og fabrikker.
Slaget ved Tom's Brook (9. oktober)
Da Early begyndte at forfølge Sheridan, slog unionskavaleri to divisioner af konfødereret kavaleri på flugt.
Slaget ved Cedar Creek (19. oktober)
Ved et strålende overraskelsesangreb slog Early to tredjedele af unionshæren på flugt, men hans tropper var sultne og udmattede og faldt ud af rækkerne for at plyndre Unionens lejr. Sheridan fik samling på sine tropper og besejrede Early afgørende.
Efter at have gennemført sine opgaver med at neutralisere Early og ødelægge Shenandoah dalens militærøkonomiske potentiale vendte Sheridan tilbage for at bistå Grant i belejringen af Petersburg. Hovedparten af mændene i Earlys korps vendte tilbage til Lee i Petersburg i december, mens Early blev for at lede en mindre styrke. Hans sidste indsats gav nederlag i Slaget ved Waynesboro den 2. marts 1865, hvorefter Lee fratog ham hans kommando, fordi den konfødererede regering og folket havde mistet tilliden til ham.

## Yderligere læsning
- Gallagher, Gary W., ed., The Shenandoah Valley Campaign of 1864 (Military Campaigns of the Civil War), University of North Carolina Press, 2006, ISBN 978-0-8078-3005-5.